# 八代英太のお早ようニッポン
八代英太のお早ようニッポン（やしろえいたのおはようニッポン）は、かつてニッポン放送の土曜日朝の時間帯で放送されていたラジオ番組。パーソナリティは政治家の八代英太。放送期間は1977年10月1日から1983年5月28日まで。

## 放送時間
- 毎週土曜日　7:00～9:00

## 出演者
- パーソナリティ:八代英太
- アシスタント:堂尾弘子

## テーマ曲
- フランク・プゥルセル「60000feet」

## 内包番組
（）

### 1977年10月～
7時00分～8時00分
- お早ようネットワーク・ニュース
- けさの焦点
- 朝の発言
- 英太のおもしろばなし
- 英太の人生ジャーナル・会って別れて歌謡曲
- 交通情報

8時00分～9時00分
- 英太のあゝ!わが家の記念日
- 頑張る英太の歌謡曲
- 交通情報

### 1978年4月～
7時00分～8時00分
- ニュース・天気予報
- お出かけ情報
- けさの焦点
- 朝の発言
- 英太のおもしろばなし
- 交通情報
- 英太の人生ジャーナル
- 交通情報

8時00分～9時00分
- 英太のあゝ!わが家の記念日
- 後藤実の競馬コーナー
- 交通情報
- 頑張る英太のお好みリクエスト
- 交通情報

### 1980年4月～
7時00分～8時00分
- ニュース・天気予報
- お出かけ情報
- けさの焦点
- 朝の発言
- 英太のおもしろばなし
- 交通情報
- 英太の人生ジャーナル

8時00分～9時00分
- 英太のあゝ!わが家の記念日
- 電話で参上一万円!
- 交通情報
- お好みリクエスト
- 交通情報

### 1981年4月～
7時00分～8時00分
- ニュース
- お出かけ情報
- けさの焦点
- 朝の発言
- 英太のよもやまレポート
- 交通情報
- 英太の人生ジャーナル

8時00分～9時00分
- 英太のあゝ!わが家の記念日
- 電話で参上一万円!
- 交通情報
- お好みリクエスト
- 交通情報

### 1981年10月～
7時00分～8時00分
- ニュース
- お出かけ情報
- けさの焦点
- 朝の発言
- 英太のよもやまレポート
- 交通情報
- 英太の人生ジャーナル

8時00分～9時00分
- 英太のあゝ!わが家の記念日
- 電話で参上一万円!
- 交通情報
- 八代英太のふれあい家族
- 交通情報